# Berkeley Tie Dye Pink

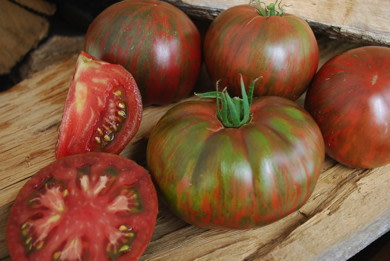
Immagine raffigurante il pomodoro

Il Berkley Tie Dye Pink è una varietà di pomodoro coltivata in America.
Pianta originaria dell'America, è apprezzata per il suo sapore.

## Descrizione della pianta e del frutto
Rispetto ai pomodori italiani, la pianta Berkeley inizia a produrre pomodori già dopo 65-70 giorni dalla messa a dimora della pianta.
La pianta, a crescita indeterminata con foglie regolari, riesce a produrre fino centinaia di pomodori dal peso di circa 8-12 once, di un colore verde-rosso vino a fine maturazione.